# 스가노 류세이
스가노 류세이(일본어: 菅野 隆星, 2002년 11월 3일~)는 일본의 축구 선수이다.

## 구단 경력
그는 J1리그의 감바 오사카에 입단했다. 2020년 J3리그의 감바 오사카 U-23에서 뛰었다. 23경기에 출전하여, 1득점을 넣었다.